# Dodó

Mauritius címerében is szerepel

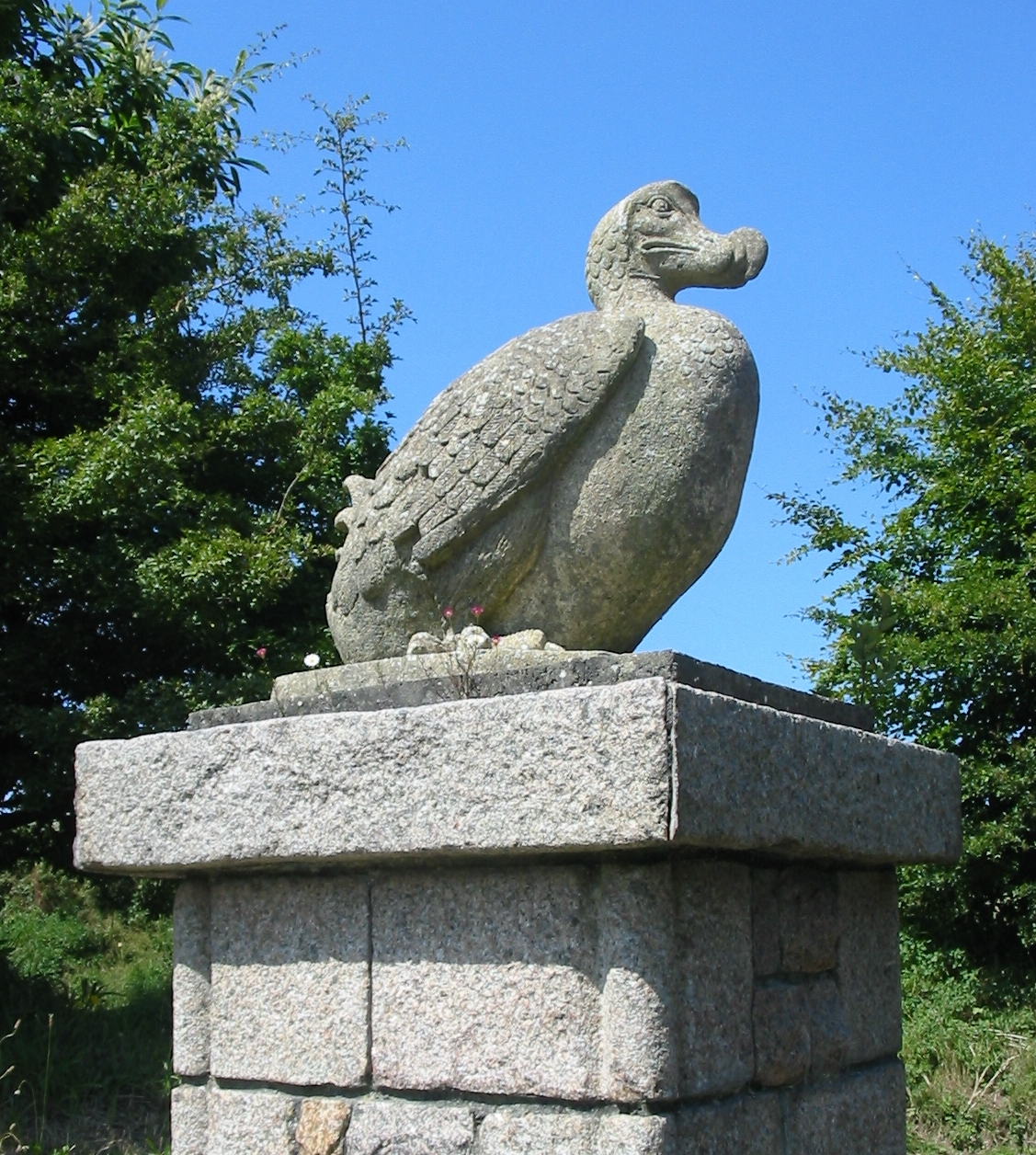
Egy dodó szobra díszíti a jersey-i állatkert kapuját

A dodó (gyakran Mauritius szigeti dodó, mauritiusi dodó, remetegalamb, dodógalamb vagy ritkábban dronte-madár) (Raphus cucullatus) a madarak (Aves) osztályába, azon belül a galambalakúak (Columbiformes) rendjébe és a dodófélék (Raphidae) családjába tartozó röpképtelen kihalt faj. Az ember által kipusztított állatfajok jelképe.

## Előfordulása
Az Indiai-óceán területén lévő Mauritius szigetén élt.

## Megjelenése
A dodók viszonylag nagy, röpképtelen galambfélék voltak: a magasságuk kb. 62,6–75 centiméter, a tömegük pedig 10,6–17,5 kg körül lehetett. Nagy fejük, erőteljes csőrük, csökevényes szárnyaik, vaskos lábuk és zsíros fartájékuk[forrás?] volt.

## Életmódja
A dodók életmódjáról viszonylag keveset tudunk, mivel csontmaradványok és hiteles feljegyzések alig maradtak fenn róluk. Annyi biztos, hogy Mauritius szigetének őserdeiben talajlakó életmódot folytattak, ahol különféle növényi termésekkel, illetve kisebb gerinctelen állatokkal táplálkoztak. Egy, ritkán két tojást költöttek ki a földön elkészített fészkeikben. A tojók talán kétévente költöttek. A mai galambok életmódjából egyesek arra következtetnek, hogy a hímek territóriumokat tartottak fenn.

## Kialakulása
A maradványokban fellelt mitokondriális DNS cytochrome b és 12S rRNS szakaszainak vizsgálata szerint a dodók ősei nem a közelebbi Afrikából, hanem a távolabbi Délkelet-Ázsiából érkeztek. A molekuláris elemzés kimutatta, hogy a dodó és legközelebbi rokona, a szintén kihalt Rodriguez-szigeti galamb vagy remetegalamb egy közös, galambszerű ősből fejlődött ki az izolált gigantizmus révén. Legközelebbi rokonaik ma a Délkelet-Ázsiában élő sörényes galamb (Caloenas nicobarica), az új-guineai koronásgalambok (Goura spp.) és Szamoa szigetvilágának fogasgalambja (Didunculus strigrirostris).
Korábban dodónak vélték az úgynevezett „réunioni remetegalambot” is, melyet portugál tengerészek fedeztek fel 1613-ban Réunion szigetén. Erről a madárról kevés információval rendelkezünk, azt leszámítva, hogy többnyire fehéres színű volt. A madár csontjait csak a 20. században találták meg, és ekkor kiderült, hogy valójában egy íbiszféle volt. Ekkor a Borbonibis latipes nevet kapta. Később átértékelték rendszertani helyét, és az íbiszek (Threskiornis) nembe sorolták át Threskiornis solitarius néven. A fehér színű „réunioni dodó” tehát valójában sohasem létezett.
A dodó tehát nem rokona más röpképtelen madaraknak, mint például az afrikai struccféléknek, a dél-amerikai nanduféléknek, az ausztráliai emuféléknek, az új-guineai kazuárféléknek, az új-zélandi kiviféléknek, valamint a már kihalt moa- (Új-Zéland) és elefántmadár-féléknek (Madagaszkár).

## Felfedezése, kihalása
Mauritius szigetét feltehetően már a 10. századi arab és maláj hajósok is ismerték, és 1505-ben portugál hajósok is kikötöttek a szigeten. Ám mindezek még nem voltak nagy hatással a sziget faunájára. A nagy változások akkor kezdődtek, amikor holland telepesek költöztek az addig lakatlan szigetre 1638-ban, mivel azt támaszpontként használták a Távol-Keletre vezető kereskedelmi hajózásban: ettől számítva a dodók a század végére, 1690-re kipusztultak.
Annak ellenére, hogy húsuk zsíros és rágós, szinte élvezhetetlen volt, a szigeteket felkereső utazók néha vadásztak rájuk. Az emberrel szemben bizalmas madarak nem futottak el a partra szálló hajósok elől. Szórványos híradások szerint a fűszerkereskedő hajók matrózai sokszor furkósbottal öldösték le őket, hogy élelemhez jussanak.
Kihalásukat a félénkség teljes hiánya és legfőképpen a telepesek által behurcolt és később elvadult háziállatok (például disznók, kutyák, makákók) és patkányok okozták, amelyek felfalták a földön fészkelő madarak tojásait. Hozzájárulhatott kihalásukhoz élőhelyük, az őserdők tönkretétele: a fákat kivágták, és az erdők területén ültetvényes gazdálkodásba kezdtek.
A különös formájú állat felkeltette a korabeli európaiak érdeklődését, ezért sok példányt Nyugat-Európába szállítottak, ahol főleg vásári látványosságként mutogatták őket, illetve múzeumokba kerültek.

## Az irodalomban
- Szerepel Lewis Carroll: Alice Csodaországban című regényében (A magyar fordításban Strucc)
- A dodó kihalása fontos szerepet játszik Douglas Adams Dirk Gently holisztikus nyomozóirodája című regényében.
- Szerepel Jasper Fforde Thursday Next regényeiben.

## Filmekben
- A Kalózok! – A kétballábas banda című filmben a főszereplő kalózok kabalamadara volt,
- A Jégkorszak című filmben egy dinnye megvédése miatt az utolsó három tojó is elpusztult, ezzel a faj a kihalás szélére került

### Weboldalak
- Volt egyszer a dodó (magyarul)
- Dodószobor a Budapesti Állatkertben